# Zagrosjet
Zagrosjet war eine irakisch-kurdische Fluggesellschaft mit Sitz in Erbil in der Autonomen Region Kurdistan und Basis auf dem Flughafen Erbil.

## Geschichte
Zagrosjet wurde 2005 gegründet als Joint Venture zwischen der türkischen AtlasGlobal und der kurdischen Zagros Group. Am 2. Oktober 2013 nahm Zagrosjet mit einem Airbus A321-200 auf dem Flug nach Ankara den Betrieb auf. Im Zuge des Unabhängigkeitsreferendums in Irakisch-Kurdistan von 2017 verbot die irakische Zentralregierung internationale Flüge nach Erbil und Sulaimaniyya, worauf die Fluggesellschaft ihren Flugbetrieb bis auf weiteres einstellte.

## Flugziele
Zagrosjet bediente vom Flughafen Erbil Ziele in der Türkei, Jordanien und Libanon. Im deutschsprachigen Raum wurde der München angeflogen.

## Flotte
Mit Stand April 2019 besaß Zagrosjet keine eigenen Flugzeuge mehr.

### Ehemalige Flugzeugtypen
- Airbus A320-200
- Airbus A321-200